# کیکی واندوگه
کیکی واندوگه (انگلیسی: Kiki Vandeweghe؛ زادهٔ ۱ اوت ۱۹۵۸) یک بازیکن بسکتبال اهل ایالات متحده آمریکا است.
از باشگاه‌هایی که در آن بازی کرده‌است می‌توان به بروکلین نتس، نیویورک نیکس، لس آنجلس کلیپرز، پورتلند تریل بلیزرز، و دنور ناگتس اشاره کرد.